# Александровская (Краснодарский край)
Александровская — станица в Каневском районе Краснодарского края.
Входит в состав Красногвардейского сельского поселения.
Население менее тысячи жителей.

## География
Расположена в бассейне реки Мигута, на реке Безымянной, в 17 км северо-восточнее Каневской.

## История
Посёлок Александровский (смотрите на карте Ставропольской Епархии 1889 года http://etomesto.com/map-stavropol_eparhiya/?x=39.071116&y=46.216840) основан в 1870 году на земельном наделе станицы Стародеревянковской, с 1891 года в связи с законодательным изменением в наименовании казачьих поселений — хутор, в 1915 году преобразован в станицу.

## Население
| 2002 | 2010 |
| ---- | ---- |
| 678  | ↘652 |